# Clear Space Force Station

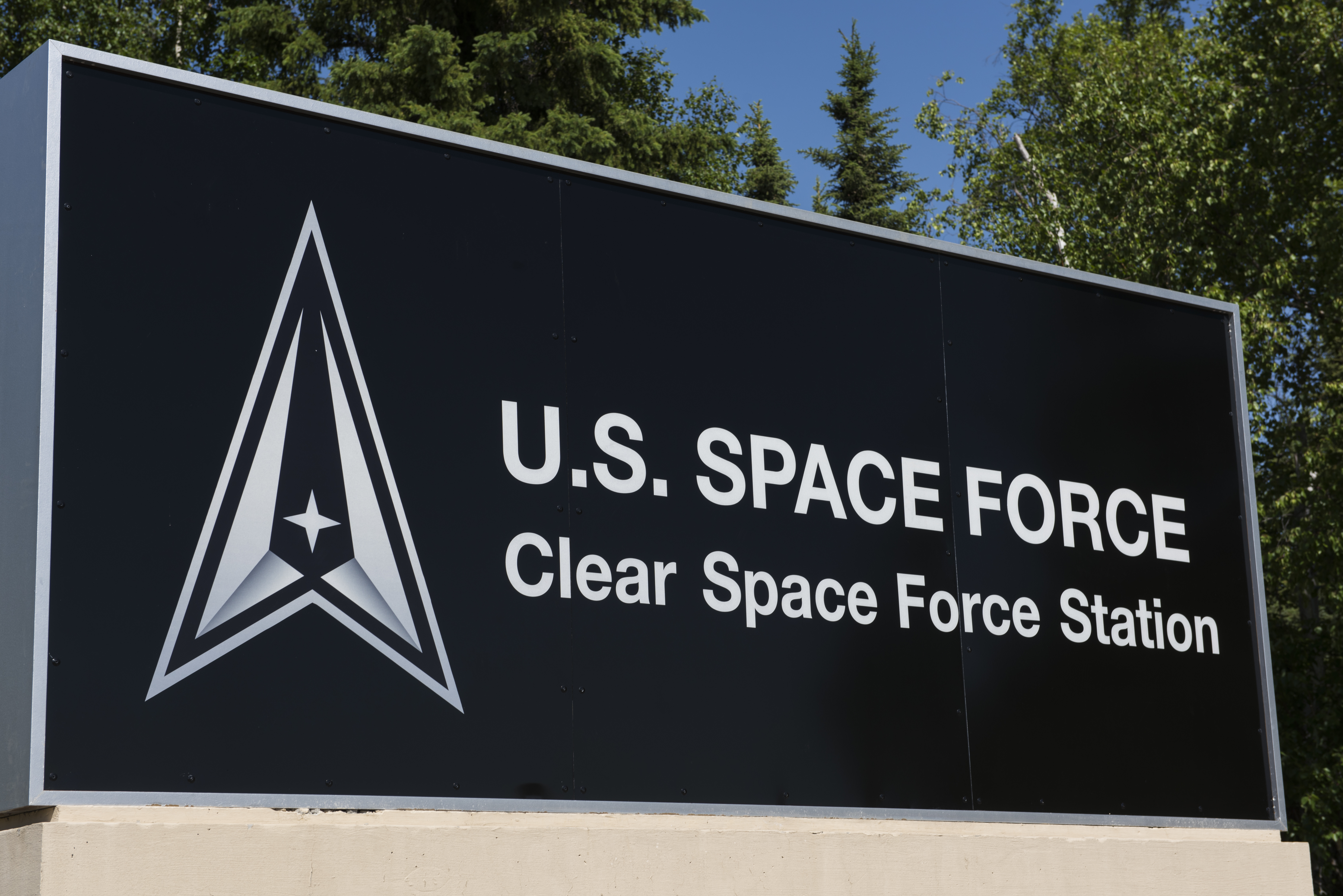
Schild der Clear Space Force Station

Die Clear Space Force Station ist eine Kaserne der US Space Force in Clear, Alaska. Die Aufgabe des Stützpunkts ist es Interkontinentalraketen zu detektieren. Auch andere Objekte im Weltraum werden als Sekundäre Mission verfolgt. Es dienen Soldaten der 13th Space Wing Squadron und der 213th Space Wing Squadron auf der Kaserne. Daneben versehen auch Soldaten der Royal Canadian Air Force ihren Dienst in Clear. Als letztes sind Vertragsarbeiter von Sicherheitsunternehmen auf dem Gelände vertreten. Gegründet wurde die Kaserne als Clear Air Force Auxiliary Field. Die Station wurde am 15. Juni 2021 von Clear Air Force Station zu ihrem heutigen Namen umbenannt.